# تاج مول
تاج مول مركز تسوق متكامل يُعد أحد أكبر وأهم مراكز التسوق في العاصمة الأردنية عمّان، صُمّم وفقاً لأحدث المواصفات الخاصة بأرقى مراكز التسوق في العالم، يتوفر فيه جميع مستلزمات الحياة وكمالياتها، ويضم تشكيلة واسعة من المحال التجارية والخدماتية والمصرفية، إضافة إلى دور السينما، ومراكز التسلية الحديثة، والمطاعم والمقاهي، وأماكن اللعب الخاصة بالأطفال، إضافة إلى سوبرماركت ضخم، يعتبر تاج مول معلماً بارزاً في العاصمة عمّان بحيث يشكل مزيجاً فريداً يجمع بين روعة التصميم والهندسة المعمارية المتميزة وبين الخدمات المبتكرة وأسلوب تقديمها، ويتميز المشروع باحتوائه على خيارات وخدمات تناسب كافة الأعمار.